# Pelargonium alternans
Pelargonium alternans gehört zur Gattung Pelargonium innerhalb der  Familie der Storchschnabelgewächse (Geraniaceae).

## Beschreibung

### Vegetative Merkmale
Die Art wächst sukkulent bis holzig mit verzweigtem Stamm und wird bis zu 40 Zentimeter hoch. Die behaarten Blätter sind handförmig zusammengesetzt und werden im Sommer abgeworfen.

### Generative Merkmale
Der Blütenstand ist unverzweigt und besteht aus 1 bis 4 Einzelblüten. Von den fünf, weißen oder hell rosa gefärbten Kronblättern sind die oberen zwei schmal verkehrt eiförmig oder länglich geformt, oberhalb der Mitte abrupt um 90° zurückgebogen und mit einer rosarötlich bis purpurnen Markierung an der Basis versehen. Die unteren drei Kronblätter sind spatelig und kleiner als die oberen zwei. Sie sind weniger stark zurückgebogen und manchmal mit Längslinien in der Nähe der Basis gezeichnet. Es sind fünf gleich lange und fertile Staubblätter vorhanden. Der Pollen ist orange gefärbt.

### Chromosomenzahl
Die Chromosomenzahl beträgt 2n = 22.

## Vorkommen
Pelargonium alternans kommt aus der südafrikanischen Provinz Westkap.

## Taxonomie
Die Erstbeschreibung der Art erfolgte 1798 durch Johann Christoph Wendland. Synonyme sind Geranium alternans (J.C.Wendl.) Poir. (1811), Otidia alternans (J.C.Wendl.) Sweet (1824), Geraniospermum alternans (J.C.Wendl.) Kuntze (1891), Otidia corallina Eckl. & Zeyh. (1836), Pelargonium corallinum (Eckl. & Zeyh.) Steudel (1841), Otidia microphylla Eckl. & Zeyh. (1836) und Pelargonium microphyllum (Eckl. & Zeyh.) Steudel (1841).
Die Art gehört zur Sektion Otidia (Lindl.) Harv. Sie wird in der Roten Liste der gefährdeten Pflanzenarten Südafrikas als „Least Concern“ = „nicht gefährdet“ bewertet.

## Nachweise